# Dwór w Platerówce
Dwór w Platerówce (niem. Schloss Nieder Linde) – zabytkowy dwór we wsi Platerówka.
Gotycki dwór, obecnie magazyn, wybudowany z 1510, przebudowany w XVI, XVII i XVIII w., później funkcjonujący jako spichlerz.
Od frontu między oknami pierwszego piętra kartusz z herbem Macieja von Salza oraz płycina fundacyjna z 1510 zawierająca tekst w j. łac. :

Hec sut nobiliu olaroru isignia Saltze victus illa dedit belligereq manus fodlix herou soboles que dilia profert erubeo campo sanguineoq solo anno salut: MDX

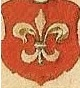
Salza (tarcza)